# Megabothris walkeri
Megabothris walkeri är en loppart som först beskrevs av Rothschild 1902.  Megabothris walkeri ingår i släktet Megabothris och familjen fågelloppor. Inga underarter finns listade i Catalogue of Life.